# 上越市教育委員会
上越市教育委員会（じょうえつしきょういくいいんかい）は、新潟県に位置する上越市の組織。上越市内の教育に関連した調査などを行う行政委員会である。

## 組織
- 教育総務課
  - 庶務係
  - 企画係
  - 施設係
  - 学校給食係
  - 学校給食共同調理場
- 学校教育課
  - 学事・庶務係
  - 学童保育係
  - 指導係
- 教育センター
  - 教育研究部
  - 科学研究部
  - 教育資料部
  - 教育相談部
  - 庶務部
- 社会教育課（青少年健全教育センター）
  - 社会教育係
  - 公民館係
  - 生涯教育係
  - 青少年健全育成センター
- 市民交流施設高田城址公園オーレンプラザ
  - 市民交流係
- 中央公民館
  - 中央公民館
  - 地方公民館
- 高田図書館
  - 庶務係
  - サービス係
  - 高田図書館浦川原分館
  - 高田図書館頸城分館
- 直江津学びの交流館（直江津図書館）
  - 直江津学びの交流館
  - 直江津図書館
- 文化行政課
  - 歴史文化課
  - 埋蔵文化財係
- 歴史博物館
  - 資料係
- 小林古径記念美術館
  - 資料係
- スポーツ推進課
  - 企画推進係
  - 施設係[2]